# Kees Pellenaars
Cornelis Petrus "Kees" Pellenaars (10 de mayo de 1913 - 30 de enero de 1988) fue un ciclista y entrenador holandés. En 1934 ganó la carrera amateur en ruta en el campeonato mundial, lo que supuso el primer título mundial en ruta para los Países Bajos. El mismo año se convirtió en profesional y ganó decenas de competiciones durante los siguientes 16 años, incluidas las carreras de seis días de París (1936), Copenhague (1937), Gante (1938) y Bruselas (1939). El 20 de agosto de 1950, durante la Vuelta a Alemania, Pellenaars chocó a gran velocidad contra un vehículo militar estadounidense y se estrelló tan gravemente que un periódico belga publicó su obituario. Se recuperó, pero se retiró de las carreras y se centró en entrenar. Tuvo mucho éxito con la selección holandesa en el Tour de Francia: en 1951 Wim van Est se convirtió en el primer holandés en vestir la camiseta amarilla y en 1953 Holanda ganó la competición por equipos. Esta carrera llegó a su fin en 1962, cuando los equipos nacionales del Tour fueron reemplazados por equipos profesionales individuales. Continuó entrenando durante las siguientes décadas, en particular el Goudsmit-Hoffploeg desde 1971, pero sin mucho éxito. Pellenaars nació de Petrus Pellenaars, un granjero, y Cornelia Wilhelmina van Alphen. El 27 de julio de 1942 se casó con Adriana Cornelia de Wit, con quien tuvo dos hijos. Tras su muerte el 27 de enero de 1962, el 10 de julio de 1962 se casó con Antonia Cornelia van de Reijt. No tuvieron hijos.